# Pauspertl Károly
Pauspertl Károly (Abrudbánya, 1892. január 26. – Budapest, 1957. december 9.) gépészmérnök.

## Életpályája
A budapesti Műegyetemen diplomázott 1916-ban. 1916-tól a Ganz Villamossági Gyár munkatársa volt. 1926-tól a transzformátorgyártás vezetője volt.
A transzformátorokkal kapcsolatban több szabadalma és újítása ismeretes. Tagja volt a Szabványügyi Hivatal szabványügyi és tipizálási csúcsbizottságának. Szakirodalmi munkásságot is fejtett ki.

## Családja
Szülei: Pauspertl Károly és Fekete Teréz (?-1944) voltak. 1918-ban, Tordán házasságot kötött Kimpel Ilonával (1894-1982). Lánya, Pauspertl Panna (1925-2020) atomfizikus volt, aki Bornemisza György (1916–1992) orvos, sebész házastársa volt.
Temetése a Farkasréti temetőben történt.